# 私立金甌女子高級中学
私立金甌女子高級中学（きんおう/ジンオウ、ピンイン：Jīn'ōu、注音: ㄐㄧㄣ ㄡ、 Jinou Girl's High School）は、台湾台北市にある女子高。

## 沿革
| 年     | 月日 | 事跡                                                                |
| ------ | ---- | ------------------------------------------------------------------- |
| 1930年 | 4月  | 吉見まつよにより吉見女子裁縫学園として台北市福住町に開校            |
| 1946年 | 春   | 吉見女子裁縫学園跡地に金甌小学として開校                            |
| 1948年 | 秋   | 私立金甌女子商業職業学校と改称 高級部、初級部を設置                 |
| 1953年 | 春   | 夜補校を設置                                                        |
| 1955年 | 秋   | 永和分部を設置し男子募集を開始                                      |
| 1963年 | 秋   | 男子募集を停止                                                      |
| 1968年 | 秋   | 義務教育9年制により初級部を廃止 夜補校を夜間部に改編                |
| 1980年 | 2月  | 私立金甌女子高級中学と改称 普通科と商業各科を併設する総合高中となる |
| 1994年 | -    | 資料処理科を設置                                                    |
| 1996年 | -    | 国中部及び補校を再開                                                |
| 1997年 | -    | 総合高中モデル校の指定を受ける                                      |
| 1998年 | -    | 応用外語科英語コースを設置                                          |
| 2000年 | -    | 高職部及び総合高中部に応用外語科日本語コースを設置                  |
| 2001年 | -    | 永和分校に総合高中部を設置会総合高中部に流通サービスコースを設置    |